# 클로버 파크
클로버 파크(Clover Park)는 미국 플로리다주 포트 세인트 루시에 위치한 야구장이다. MLB 뉴욕 메츠의 스프링 트레이닝 장소이자, 싱글 A 어드밴스드 세인트루시 메츠의 홈구장이다.